# زموری
نام شهری است در استان بومرداس کشور الجزایر. بر پایه سرشماری سال ۱۹۹۸ جمعیت آن بالغ بر ۲۱٬۰۱۲ نفر بوده است.